# Summer Nights (canción de Grease)
"Summer Nights" es una canción escrita por Jim Jacobs y Warren Casey para el musical Grease. Su versión más conocida es la que grabaron los actores John Travolta y Olivia Newton-John para la adaptación cinematográfica del musical en 1978. Fue publicado como cuarto sencillo del álbum de la banda sonora en agosto de ese mismo año convirtiéndose en un éxito mundial. Parte de la canción fue modificada para la publicación de un megamix en los años 90 que recogía numerosas canciones de la versión cinematográfica.

## Historia
En la versión cinematográfica de Grease, Travolta y Newton-John interpretaron los personajes de Danny Zuko y Sandy Olsson.
La génesis de la canción proviene la historia de amor de verano entre Danny y Sandy, que terminó cuando Sandy reveló que se mudaría a Australia con su familia, sin embargo, Sandy pronto se entera de que su familia se queda en los Estados Unidos y posteriormente se inscribe en la escuela secundaria Rydell, donde Danny también estudia. En la versión teatral original, Sandy Dumbrowski, quien como muchos otros personajes de la obra es católica de ascendencia polaca, originalmente asiste a una escuela parroquial. Por otro lado, Danny le mintió y afirmó que asistía a la Academia Lake Forest, una prestigiosa escuela privada de la vida real en Chicago. La decisión de los padres de Sandy de sacarla de la escuela católica y ponerla en la escuela pública Rydell High expone el subterfugio de Danny. Rápidamente queda claro que hay sentimientos de amor no resueltos entre Danny y Sandy.
Por separado y sin sabel el uno del otro, tanto Danny como Sandy se reúnen con su respectivo grupo de amigos y comparten sus experiencias sobre su relación veraniega. Danny, el líder de una pandilla conocida como "The T-Birds" (los "Burger Palace Boys" en el musical), se jacta de los aspectos físicos de la relación, Sandy por su parte le comenta a la pandilla conocida como "The Pink Ladies" sobre su vínculo emocional con Danny. Las conversaciones resultantes se reproducen a través de la canción. 
Travolta y Newton-John fueron los únicos miembros del elenco que intervinieron en el anterior sencillo del álbum, "You're The One That I Want", sin embargo en "Summer Nights" varios de sus compañeros de reparto participaron en los coros. Kelly Ward (Putzie) y Michael Tucci (Sonny) intervienen realizando preguntas (Sonny no tiene frases en la versión del musical y las dos canciones de Putzie fueron eliminadas de la película). Stockard Channing (Rizzo) tiene una frase hablada. La letra cita tres canciones; "Da Doo Ron Ron" de The Crystals, "Breaking Up Is Hard to Do" de Neil Sedaka y "Papa-Oom-Mow-Mow" de The Rivingtons. La inserción de estas canciones en la letra supone un anacronismo, ya que fueron publicadas en 1962 y 1963, y la historia de Grease está ambientada en el otoño de 1958.
"Summer Nights" fue escrita para el musical de Broadway. La versión estrenada en Chicago tuvo una canción diferente titulada, "Foster Beach".

## Posicionamiento en listas
"Summer Nights" alcanzó el número 5 de la lista Billboard Hot 100, y permaneció dos semanas en el número 3 de Cash Box Top 100. En el Reino Unido permaneció siete semanas en el número 1 de las listas. Sumando las nueve semanas que el anterior sencillo "You're the One That I Want", estuvo en el número 1, el dúo Travolta-Newton-John permanecieron un total de 16 semanas encabezando las listas de éxitos británicas.
En 2004, ocupó en número 70 en la encuesta AFI's 100 Years...100 Songs sobre los mejores temas cinematográficos de Estados Unidos.
En 2010, la revista Billboard le otorgó el número 9 de su lista de "Mejores Canciones del Verano de todos los tiempos".

## Listas

### Listas semanales
| Lista (1978)                                  | Posición |
| --------------------------------------------- | -------- |
| Australia (Kent Music Report)                 | 6        |
| Canadá Top Singles (RPM)                      | 3        |
| Canadá Adult Contemporary (RPM)               | 3        |
| Finlandia (Suomen virallinen singlelista)     | 14       |
| Italia (Musica e dischi)                      | 4        |
| Nueva Zelanda (RIANZ)                         | 3        |
| Sudáfrica (Springbok Radio)                   | 9        |
| Reino Unido UK Singles (OCC)                  | 1        |
| Estados Unidos Billboard Hot 100)             | 5        |
| Estados Unidos Adult Contemporary (Billboard) | 21       |
| Estados Unidos Cash Box Top 100               | 3        |

### Listas anuales
| Lista (1978)                     | Posición |
| -------------------------------- | -------- |
| Australia (Kent Music Report)    | 62       |
| Canadá (RPM)                     | 42       |
| Nueva Zelanda (RIANZ)            | 47       |
| Reino Unido UK Singles (OCC)     | 3        |
| Estados Unidos Billboard Hot 100 | 69       |
| Estados Unidos Cash Box Top 100  | 41       |